# Офіційне друковане видання
Офіційне друковане видання — періодичне друковане видання, в якому здійснюється офіційне оприлюднення документів держави чи певної установи (законів, рішень, офіційних оголошень тощо). Може виходити у формі газети, журналу, бюлетеню, альманаху тощо.
Офіційне друковане видання загальнодержавного рівня здійснює функцію промульгації законів та інших нормативно-правових актів.
Офіційні періодичні видання можуть засновуватися також окремими відомствами, організаціями, навчальними закладами, церквами і т.ін. відповідно до їх потреб.

## Офіційні друковані видання країн світу
- Австрія: Bundesgesetzblatt[de], Amtsblatt zur Wiener Zeitung[de]
- Азербайджан: Azərbaycan qəzeti[en]
- Албанія: Fletorja Zyrtare[en]
- Аргентина: Boletín Oficial de la República Argentina[es]
- Бельгія: Belgian Official Journal[en]
- Болгарія: Държавен вестник[en]
- Боснія і Герцеговина: Službeni list BiH
- Бразилія: Diário Oficial da União[pt]
- Венесуела: Gaceta Oficial de la República Bolivariana de Venezuela[es]
- Гватемала: Diario de Centro América[es]
- Греція: Fill Efimerida Tis Kivernisis (ΦΥΛΛΑ ΕΦΗΜΕΡΙΔΑΣ ΤΗΣ ΚΥΒΕΡΝΗΣΕΩΣ)
- Данія: Lovtidende[en]
- Еквадор: Registro Oficial de Ecuador[es]
- Естонія: Riigi Teataja
- Європейський Союз: Офіційний вісник Європейського Союзу
- Єгипет: Al-Waqa'i' al-Misriyya (الوقائع المصرية‎)[en]
- Ізраїль: Reshumot (רשומות)[en]
- Індія: The Gazette of India[en]
- Ірак: Official Gazette of Iraq (الوقائع العراقية‎)[en]
- Ірландія: Acts of the Oireachtas and Statutory Instruments Iris Oifigiúil[en]
- Іспанія: Boletín Oficial del Estado[en]
- Італія: Gazzetta Ufficiale[en]
- Канада: Canada Gazette[en], Ordre officiel du Canada, Official Order of Canada
- Китайська Народна Республіка: Zhongua Renmin Gongheguo Guowuyuan Gongbao (中华人民共和国国务院公报)
- Кіпр: Episimi Efimerida tis Kipriakis Dimokratias (Επίσημη Εφημερίδα — Κύριο Μέρος)
- Колумбія: Diario Oficial de Colombia
- Куба: Gaceta Oficial de la República de Cuba
- Латвія: Latvijas Vēstnesis
- Литва: Valstybės Žinios
- Люксембург: Mémorial A, Mémorial B, Mémorial C
- Північна Македонія: Služben vesnik na Republika Makedonija
- Мальта: Il-Gazzetta tal-Gvern ta' Malta
- Мексика: Diario Oficial de la Federación[es]
- Молдова: Офіційний Монітор Республіки Молдова
- Нідерланди: Staatsblad van het Koninkrijk der Nederlanden[nl], Nederlandse Staatscourant[en]
- Нікарагуа: La Gaceta, Diario Oficial de la República de Nicaragua
- Панама: Gaceta Oficial de la República de Panamá
- Перу: Diario Oficial El Peruano[es]
- Південно-Африканська Республіка: Government Gazette of South Africa[en]
- Польща: Dziennik Ustaw Rzeczypospolitej Polskiej[pl], Dziennik Urzędowy Rzeczypospolitej Polskiej «Monitor Polski», Dziennik Urzędowy Rzeczypospolitej Polskiej "Monitor Polski B"[pl]
- Португалія: Diário da República
- Російська Федерація: Российская газета, Собрание законодательства Российской Федерации[ru], Парламентская газета[ru]
- Румунія: Офіційний Монітор Румунії
- Сальвадор: Diario Oficial de El Salvador[es]
- Словаччина: Zbierka zákonov Slovenskej republiky
- Словенія: Uradni list Republike Slovenije[sl]
- Сполучене королівство: The London Gazette, The Edinburgh Gazette[en], The Belfast Gazette[en]
- Сполучені Штати Америки: Federal Register
- Таїланд: Royal Thai Government Gazette (ราชกิจจานุเบกษา)[en]
- Туреччина: T.C. Resmî Gazete[en]
- Угорщина: Magyar Közlöny[hu]
- Уругвай: Diario Oficial del Uruguay
- Фінляндія: Virallinen lehti[en]
- Франція: Journal Officiel de la République Française[en]
- Хорватія: Narodne novine[en]
- Чеська ресубліка: Sbírka zákonů[cs], Sbírka mezinárodních smluv[cs]; Věstník právních předpisů kraje[cs], Sbírka právních předpisů hlavního města Prahy[cs]
- Чилі: Diario Oficial de Chile[es]
- Швеція: Post- och Inrikes Tidningar[en]

## В Україні
Офіційні друковані видання — видання Президента України, Верховної Ради України, Кабінету Міністрів України, Конституційного Суду України, Верховного Суду, вищих спеціалізованих судів, центральних органів виконавчої влади, інших державних органів, органів місцевого самоврядування, що видаються з метою офіційного опублікування нормативно-правових актів, рішень цих органів та інформації, обов’язковість опублікування якої передбачено законодавством, та під час підготовки яких не використовується творча праця журналістів.
Офіційні друковані видання забезпечують доведення до відома громадськості законів України та інших нормативно-правових актів. Забороняється розміщувати в офіційних друкованих виданнях рекламу або будь-яку іншу інформацію, обов’язковість опублікування якої не передбачено законодавством.
Відповідно до статті 10 Закону України «Про реформування державних і комунальних друкованих засобів масової інформації», друковані медіа, засновані центральними органами виконавчої влади, можуть перетворюватися в офіційні друковані видання за рішенням їх засновників (співзасновників).
Згідно з Указом Президента України «Про порядок офіційного оприлюднення нормативно-правових актів та набрання ними чинності» від 10 червня 1997 року, офіційними друкованими виданнями, в яких відбувається офіційне оприлюднення державною мовою законів України, інших актів Верховної Ради України, актів Президента України, Кабінету Міністрів України, визначені:
| Найменування                                                 | Обкладинка | Коли отримано офіційний статус | Що публікується |
| ------------------------------------------------------------ | ---------- | ------------------------------ | --- |
| Офіційний вісник України                                     |            | 25 червня 1997                 | Закони України, акти Національного Банку України, міжнародні договори України, акти ЦОВВ. До 5 лютого 2021 — акти Президента України, Конституційного Суду України                                                                                          |
| газета «Урядовий кур'єр»                                     |            | 13 жовтня 1993                 | Закони України, інші акти Верховної Ради України, акти Президента України, Кабінету Міністрів України, офіційні оголошення (фінансові звіти, порядки денні акціонерних товариств, оголошення про банкрутство, про втрачені документи, виклики до суду тощо) |
| газета «Голос України»                                       |            | 14 червня 2004                 | Закони України, інші акти Верховної Ради України, офіційні оголошення |
| «Відомості Верховної Ради України»                           |            | 25 червня 1997                 | Закони України, інші акти Верховної Ради України, зміни адміністративно-територіального устрою |
| інформаційний бюлетень «Офіційний вісник Президента України» |            | 12 лютого 2007                 | Закони України, чинні міжнародні договори, укладені від імені України, укази і розпорядження Президента України |

Офіційними виданнями…
…Конституційного Суду України є Вісник Конституційного Суду України (публікуються рішення, висновки, ухвали Суду, інші матеріали).
…Верховного Суду України є Вісник Верховного Суду України та Рішення Верховного Суду України (прецедентні рішення, судова практика, аналітика, наукові статті, інші матеріали).
…Міністерства юстиції України є Бюлетень Міністерства юстиції України (наукові статті, новини юриспруденції, роз'яснення чинного законодавства, накази Міністерства).
…Національного банку України є Вісник Національного банку України (інформаційно-статистичні матеріали, основні показники діяльності банків, основні монетарні параметри грошово-кредитного ринку, дані про офіційний курс гривні щодо іноземних валют, зміни і доповнення до Державного реєстру банків, офіційний список банків України, фінансові результати їх діяльності; повні тексти нормативних актів НБУ, а також законодавчі документи, які регламентують банківську діяльність).
…Національної комісії з цінних паперів та фондового ринку є бюлетень Відомості Державної комісії з цінних паперів та фондового ринку, бюлетень Цінні папери України, газета Цінні папери України, журнал Ринок цінних паперів України (публікація інформації учасників фондового ринку, оприлюднення якої є обов'язковим відповідно до чинного законодавства, про стан розвитку фондового ринку та діяльність Комісії).
…Національної академії наук України є Вісник Національної академії наук України (висвітлює діяльність НАН України).

### Офіційні видання у політичній боротьбі
- Вагу «Урядового кур'єра» відчули під час Помаранчевої революції. Рішення Центрвиборчкому про отримання В. Януковичем першого місця на виборах Президента[15][16] мало вступити в силу після оприлюднення в цьому виданні. Щоб пришвидшити інавгурацію Януковича, міністри його уряду Толстоухов і Табачник, попри заборону Верховного Суду України[17], внесли в номер «Урядового кур'єра» постанову про визнання Януковича переможцем. І певну частину накладу навіть вдалося віддрукувати, але майже відразу його поширення було зупинене[18][19][20][21].
- У вівторок, 3 квітня 2007 року газети «Голос України» і «Урядовий кур'єр» вийшли без тексту Указу Президента України Віктора Ющенка від 2 квітня 2007 р. № 264/2007 «Про дострокове припинення повноважень Верховної Ради України»[22] щодо розпуску парламенту і призначення дати дострокових виборів. Робилися припущення, що керівництво Верховної Ради і Кабміну свідомо заблокувало дану публікацію у своїх друкованих органах[23]. Натомість, Указ того ж дня було опубліковано в «Офіційному віснику Президента України» (який до того не виходив жодного разу)[24][25].
- Під час загострення кризи Євромайдану, спровокованої репресивними «законами про диктатуру» від 16 січня 2014 року, влада дала згоду тимчасово не публікувати закони[26], проте обіцянки не дотримала.

## Проблема джерел офіційного опублікування законів в Україні
На сьогодні до певної міри зберігається проблема визначення переліку джерел офіційного опублікування. Вона має безпосереднє значення для введення в дію актів, оскільки саме офіційна публікація є початком відліку строку набуття чинності актом.
Перелік джерел офіційного опублікування спочатку містився в двох підзаконних актах — Указі Президента України і Регламенті Верховної Ради України. Між цими двом актами існували певні розбіжності, які були викликані тим, що в Указі Президента в різний час по-різному визначався перелік джерел опублікування нормативних актів і його положення суперечили Регламенту Верховної Ради. Із 2004 р. ці розбіжності були усунуті шляхом включення усіх офіційних видань до Указу Президента, при цьому «Голос України» і «Відомості Верховної Ради» були визначені як офіційні джерела опублікування актів Верховної Ради; «Офіційний вісник України», газета «Урядовий кур'єр», інформаційний бюлетень «Офіційний вісник Президента України» називались офіційними друкованими виданнями законів.
При цьому Регламент Верховної Ради України неодноразово визнавався неконституційним та втрачав чинність.
Таким чином як беззаперечний факт сприймався перелік джерел визначених Указом Президента «Про порядок офіційного оприлюднення нормативно-правових актів та набрання ними чинності». Відповідно до нього офіційними друкованими виданнями, в яких здійснюється оприлюднення законів України, інших актів Верховної Ради України, Президента України, Кабінету Міністрів, є: «Офіційний вісник України», газета «Урядовий кур'єр».
Проте Конституція України у ст. 57 визначає, що «Закони та інші нормативно-правові акти, що визначають права і обов'язки громадян, мають бути доведені до відома населення у порядку, встановленому законом. Закони та інші нормативно-правові акти, що визначають права і обов'язки громадян, не доведені до відома населення у порядку, встановленому законом, є нечинними.»
Окрім того ще у 1997 р. був прийнятий Закон України № 539/39 — ВР від 23.09.1997 р. «Про порядок висвітлення діяльності органів державної влади та органів місцевого самоврядування в Україні засобами масової інформації». Його ст. 22 Закону 23.09.1997 р. № 539/39 — ВР «Про порядок висвітлення діяльності органів державної влади та органів місцевого самоврядування в Україні засобами масової інформації» закріплює: «Закони України, постанови Верховної Ради України, укази та розпорядження Президента України, постанови та розпорядження Кабінету Міністрів України, постанови Верховного Суду України та Конституційного Суду України, рішення органів місцевого самоврядування, інші нормативно-правові акти публікуються в офіційних виданнях (відомостях, бюлетенях, збірниках, інформаційних листках тощо) та друкованих засобах масової інформації відповідних органів державної влади та органів місцевого самоврядування».
Відповідно до статті 1 названого закону джерелами опублікування відповідного органу є ті, які засновані певними конкретними органами чи спеціально видається ним для висвітлення своєї діяльності.
Колізія між Законом України і Указом Президента вирішується на користь першого, в тому числі в питанні про те, що є джерелом офіційного опублікування для відповідного органу.
З цього випливає, що з набуттям чинності цим законом у 1997 році офіційним опублікуванням не може бути опублікування зроблене в неофіційних виданнях чи друкованих засобах масової інформації не відповідних органів. Наприклад, закони не можуть бути офіційно опубліковані в газеті «Урядовий кур'єр», оскільки вона не є офіційним друкованим виданням саме Верховної Ради України.
На майбутнє проблема була знята у зв'язку з набуттям чинності Закону України «Про регламент Верховної Ради України», а також Закону України «Про Кабінет Міністрів України».

## Цікаві факти

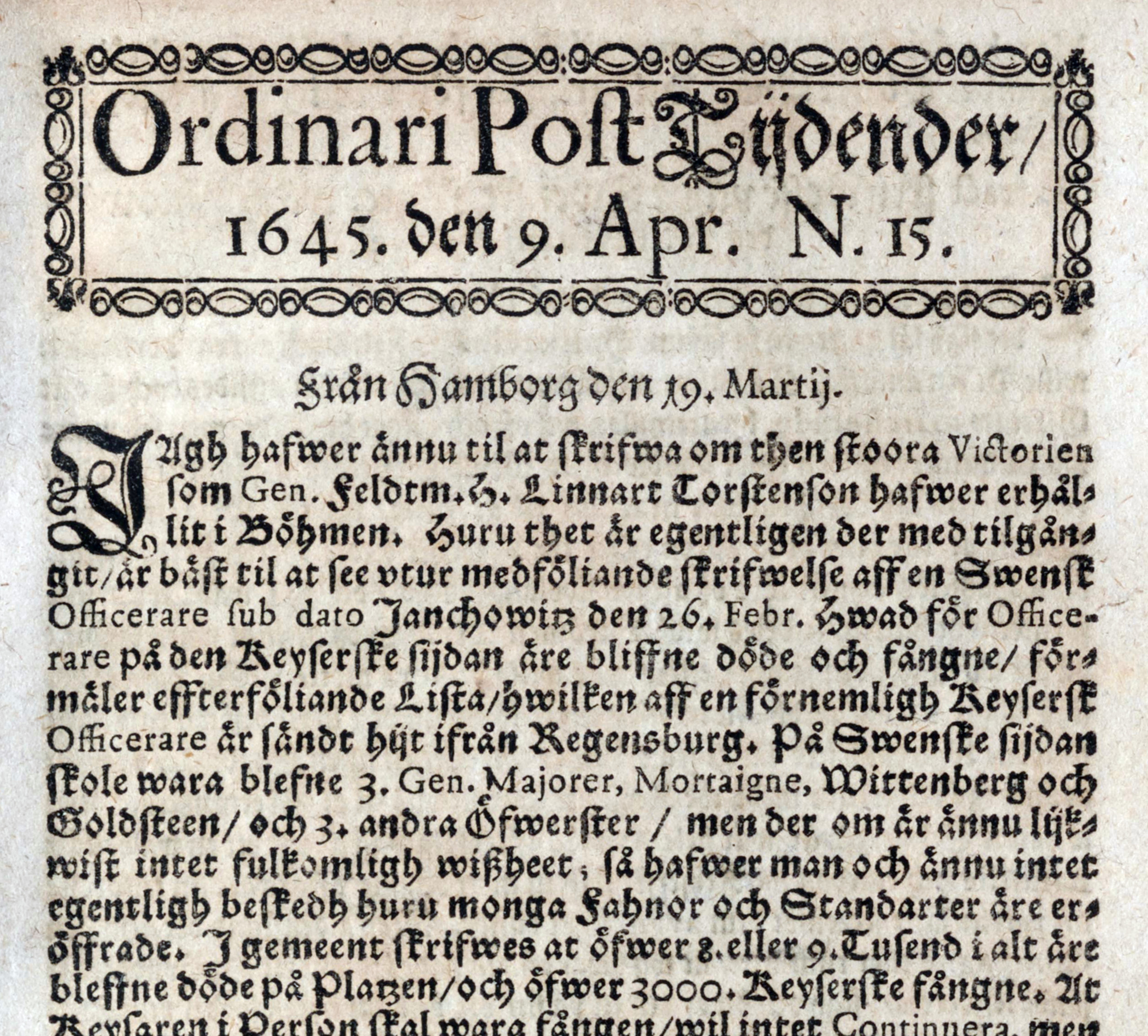
Post- och Inrikes Tidningar, номер 15 від 9 квітня 1645 р.

- Шведська «Post- och Inrikes Tidningar» («Пошта і Відомості») виходить з 1645 року.
- На marazm.org.ua підмітили, що Зібрання діючих міжнародних договорів України, в якому українською мовою публікуються чинні міжнародні договори України, також є офіційним виданням[28].
- Якщо офіційне видання невчасно друкує нормативні акти, що зменшують податкові зобов'язання громадян, останні несуть збитки. Так було з «Урядовим кур'єром»[29].